# Rake (videojuego)
Rake es un videojuego independiente del género de videojuego de terror y simulador desarrollado por la compañía independiente Konsordo y distribuido mediante Steam.

## Jugabilidad
El juego utiliza el motor Unity, los gráficos son en 3D.  El jugador puede moverse libremente por el mapa del juego, así como instalar cámaras de vigilancia en árboles específicos alrededor de todo el mapa. También es capaz de encontrar munición y comida, además de colocar trampas y conseguir nuevas armas. Puede jugarse en solitario o en cooperativo en línea.

## Argumento
Basado en la leyenda urbana o Creepypasta de "The Rake", el jugador encarna a Gordon Davis, un científico y explorador que tras escuchar sobre los eventos paranormales del 2003 que involucran a un extraño ser humanoide, decide ir a su último lugar de avistamiento, un bosque alejado de toda civilización. Davis ha pasado su vida investigando lo inexplicable como el fenómeno Poltergeist, a Bigfoot o a Mothman, por lo que sabe a qué se enfrentará en el bosque. El jugador puede colocar cámaras de seguridad en los árboles del bosque y siempre estar acompañado de una escopeta con balas. A medida que avanzan las noches, The Rake irá apareciendo más constantemente para destruir las cámaras o atacar al cazador. El objetivo del juego es eliminar al monstruo maligno.